# 後三国石珠演義
『後三国石珠演義』（こうさんごくせきじゅえんぎ）は、中国の清代に書かれた小説。原著者は不明で、刊行年代についても明確ではないが乾隆5年（1740年）が有力。
内容は、西晋の末期に石珠と劉弘祖が協力して、晋を滅ぼし、劉弘祖が漢王となり善政を施す場面で終わる。タイトルにも「後三国」とあり、三国鼎立から晋の天下統一までを描いている『三国志演義』の後日談とも言える作品。もっとも、妖術・方術使いが大量に登場する荒唐無稽な内容となっており、『三国志演義』のような歴史小説色はかなり薄い。また、主人公格のキャラクターである石珠はこの手の戦記物には異例であるが女性であり、また趙軍で最強の武将も烏夢月で女性となっている。
日本においては、寺尾善雄により、『後三國演義』として紹介されている。

## あらすじ
三国鼎立の時代は魏の天下統一により終わった。しかし、その魏も司馬氏により簒奪され、西晋が天下を治めることになった。その晋もやがて天命が尽きることになる。こうして、石珠は劉弘祖らと協力し趙を建国、晋を滅ぼすべく戦うことになるのだった。

## 登場人物

### 石珠軍
- 石珠（せき じゅ）
本作品の主人公で女性。もとは天上界の仙女であったが、罪を犯して人間界へ転生させられる。物語においては、落雷により割れた石壁の中から誕生した。彼女の姓「石」は石壁から生まれたことに由来している。
道術や兵法を修めた後は西晋を倒すべく挙兵。そのさい、神霄子（劉弘祖の幼名）なる人物を補佐するように命じられていたのだが、周囲の薦めを断りきれず、一度は女性ながらも趙の王に推戴される。趙王に就いた後は晋陽に残留したので、戦場における活躍は少ない。最終的には、劉弘祖に位を譲って隠遁した。 後趙を建国した石勒の養母という設定となっている。モデルは石勒と石勒の母である王氏。
- 劉弘祖（りゅう こうそ）
本作の主人公。竜門山のいただきに天から降ってきた肉の玉の中から誕生するという、奇妙な生まれ方をした。そのさい、手のひらに「神霄子」と書かれていたので、幼名を神霄と名づけられる。姓は養父母から劉、名は弘祖、字は元海と名乗ることになる。
成長してからは段方山、石季竜、慕容庵らを率いて挙兵。後に石珠を趙王として石珠軍の五虎大将の筆頭として晋と戦うことになる。劉弘祖自身は指揮官であるため、あまり戦場で一騎討ちなどのはしないが、その際は金鞭を使う。晋の武将である孟観（後、石季竜に敗北）に敗れていることから、個人的な武勇はさほどでもないと思われる。最終的に、石珠から位を譲られ、漢王となり善政をしくことになる。
史実においては、劉淵に該当する人物。ただし、劉淵と劉弘祖はかなりの部分に差異がある。たとえば、作中では劉弘祖は養父母が漢室の流れを汲む者という設定になっている。
- 侯有方（こう ゆうほう）
石珠軍の軍師。道服を着ている。劉弘祖のもと、ほとんどの作戦の立案をし、ことごとくを成功させている。また、方術についても非凡な才能を持ち、特に敵将だった烏夢月（後の劉弘祖の妻）を生け捕りにさせたのは彼の方術によるところが大きい。モデルは張賓か？
- 段方山（だん ほうざん）
姓は段、諱はコン（王編に昆）、方山は字である。道術に長じ、異形の人から未来を洞察する秘伝を授かるが、定職にも就かず晋陽の街をふらふらしていた。もっとも、初期設定はともかく、作品中において彼の未来予知の能力が具体的に活躍する場面はない。
劉弘祖の所有する、石でできたカササギに導かれ、「劉弘祖に属す」「段方山に属す」と刻んである二振りの宝剣を発見し、これを劉弘祖に届けることで弘祖を縁を持つ。もっとも、劉弘祖は戦場においてはもっぱら金鞭を使い、段方山も槌を使用しているので、せっかく届けられた宝剣はあまり役に立つことはなかったようである。
義兄弟である石季竜、慕容庵とともに、五虎大将軍として劉弘祖の下で活躍する。モデルは段疾陸眷か？
- 石季竜（せき きりゅう）
姓は石、諱は宏、季竜は字。もともと、段方山とは晋陽時代の学友。劉弘祖に宝剣を届けるべく旅をしていた段方山と再開し、ともに劉弘祖の部下をなる。
五虎大将の一人であり、蛇矛の使い手で赤兎馬に騎乗。戦場においてはその武勇でかなりの功績を挙げる。また、陣形についてもそれなりに詳しいようで、晋軍の布陣をたちどころに見破るシーンなどがある。モデルは石宏および石虎
- 慕容庵（ぼよう あん）
姓は慕陽、諱は庵、号は祖。もとは幽州の人であったが兵難を避け、山に隠れ猟師をしていた。宝剣を届けるべく旅をしていた段方山、石季竜らと出会い、意気投合して義兄弟となる。
五虎大将軍の一人で金簡の使い手。モデルは慕容廆か？
- 呼延晏（こえん あん）
姓は呼延、諱は晏、号は元諒。渤海の出身。朝廷に終わりが見え始め、今こそ功を立てるべきと考え、傑物と評判の劉弘祖を尋ねてきた。
劉弘祖の石で出来た白いカササギのように、木彫りの金色の鷹を持っている。戦闘においては、ピンチになると鷹を飛ばして攻撃する。モデルは呼延晏。
- 稽有光（けい ゆうこう）
石珠軍の副軍師。太刀をよく使い、虎に騎乗している。作中において、途中で劉弘祖とは別ルートで晋陽目指して進軍したため、相対的に活躍は少なめ。ただ、そちらの別働隊のリーダーであったことから、軍師としてのみならず、将としての能力もあったようである。
単なる軍師でなく、方術にも優れており、楡の木が変化した愈三兄弟を退治した。また、武勇においても一騎討ちで司馬勤を倒している。
- 烏夢月（う むげつ）
烏桓の娘。父である烏桓が劉弘祖の側についたことを知らず、最初は晋側の人物として登場。女性であるがその武勇はすさまじく、「五花」という虎に似た怪獣に騎乗し、接近しては方天戟、距離をとって銀鎚を投げるという戦法を取り、方術抜きにすれば作品中で最強と思われる。
晋の武将として石季竜、呼延晏、仲弋の3人を生け捕りにした。その後、侯有方の方術により視界を絶たれたところを劉弘祖に敗北し、帰順。のちに劉弘祖の軍の中で諸将の演武を行ったところ、弘祖を除く五虎大将の全員と1対4で戦い、これに勝利し1位を獲得している。

### 晋
- 恵帝（けいてい）
晋の皇帝。一度は司馬倫に廃されるものの、司馬冏らにまつりあげられ復位する。モデルは司馬衷。
- 司馬勤（しば きん）
晋の武将。司馬冏につけねらわれていた烏夢月を保護していた。恩を感じた烏夢月により、司馬勤の息子である司馬睿は晋の滅亡後も殺されず、東晋を建国することになる。もっとも、司馬睿は司馬勤の妻が不倫して作った子供であるため、直接的に司馬勤との血縁はない。史実でいうと、司馬覲にあたる人物。
- 稽紹（けい しょ）
晋の勇将。たいてい負け続きの晋軍において、例外的に劉弘祖軍をかなり苦しめる。戦場においては烏桓、段方山らを敗走させる。だが、その勇猛をおそれられ、たった一人で石季竜、慕容庵、呼延晏、さらにその部下らに包囲されてしまう。晋に忠義を果たし、幽鬼となっても趙を滅ぼすことを誓い自決した。モデルは王浚および祖逖か？
- 王弥（おう び）
晋の武将。初期から登場し、趙軍と戦い続ける。最終的には降伏し、趙に帰順する。モデルは王弥。